# ベン・リー・ジョーダン
ベン・リー・ジョーダン（Benn Lee Jordan、1978年10月28日 - ）はアメリカ合衆国のエレクトロニカ・ミュージシャン。ザ・フラッシュバルブ (The Flashbulb) として最も知られるが、他にも多数の変名を持つ（Acidwolf、Human Action Network、FlexEなど）。1999年からザ・フラッシュバルブ名義で多数のレコードをリリースし始める。

## 経歴
ジョーダンは1978年ジョージア州生まれ。シカゴに移ってからは祖父母に育てられる。彼はインストゥルメンタル・ミュージックを欧米の小さいレーベルからリリースし始めることからキャリアをスタートした。しかし彼は、映像製作としての道を探るなど音楽家以外他の道も模索していた。また彼はシカゴにて、ジャズギタリストやドラマーとしても活動していた時期がある。
2005年、エイフェックス・ツインの『Come to Daddy』をコピーしたユニットである"Dillinger Escape Plan"とツアーを行い、また最近ではベン・ワインマンと共に創作活動もしている。ジョーダンは雑誌bipolar disorder にて自身の音楽活動について、相当悩み苦しんだと語っている。

## 映像作家としての活動
近年、ジョーダンはテレビ、フィルム上で自身の創作活動で成功を収めている。2006年、ジョーダンの楽曲 ("Passage D"『Kirlian Selections』収録) がDoveの販促キャンペーンCMとしてReal Beautyウェブサイト上で載せられ、各メディアから注目を集める。このCMはカンヌ国際広告祭でグランプリを受賞をした。さらにジョーダンは2007年のロンドン国際広告賞にて「最もよく使用された音楽」という賞にノミネートされる。2008年、ジョーダンはDove、Knowledge、Verizonなどの会社相手に商標音を獲得する権利を得る。ジョーダンは現在、トロント郊外にてVapor Music Group代表として多数の著作物の運用を、シカゴにて設備、プロダクションの運用をしている。

## 音楽のスタイル
ザ・フラッシュバルブにてジョーダンは典型的なドリルンベース、ブレイクコアを多用した作品をリリースしている。彼のスタイルとして、アルバム毎に感触の違いが出てくるが、それらは皆、ジョーダンがライブで構築する様々な楽器編成、アシッド・メロディ、強いドラムプログラミングから発生した産物であるといえよう。また彼はMIDI同期させたギターを録音している。彼が得意とする早弾きやタッピングなどのギタースタイルはしばしば注目を集める。彼の最後のザ・フラッシュバルブ名義のアルバム2枚はバイオリストのグレッグ・ヒルテを大々的にフィーチャーしている。ジョーダンが最近のインタビューで、アルバム『Soundtrack to a Vacant Life』はブレイクコアというジャンルから身を引くものであるとし、またこのスタンスは恒久的なものに近いと述べている。
変名の活動ではジョーダンはかなりの方向性を変えている。AcidwolfやHuman Action NetworkではTR-808などの古いドラムマシンでリズムを作り、TB-303でメロディを奏でるなどレトロ・アシッド・ミュージックの面影を前面に出している。FlexEの名ではクラシック・アシッドを作成し、自身の本名"ベン・ジョーダン"ではより古典的でパーソナルな作品を作るそうだ。

## ディスコグラフィー
明記のないものは、ザ・フラッシュバルブ名義。

### アルバム
- M³ (2000年 Metatone)
- These Open Fields (2001年 Alphabasic) (2002年、別カバー仕様・ボーナストラック付きで再リリース)
- Fly! (2002年 Metatone)
- Girls.Suck.But.YOU.Don't (2003年 Accel Muzhik)
- Resent and the April Sunshine Shed (2003年 Alphabasic)
- Programmable Love Songs Vol. 1 (2004年 Nophi) (FlexE名義)
- Red Extensions of Me (2004年 Sublight)
- Kirlian Selections (2005年 Sublight)
- Acidwolf Legacy 1995-2005 (2005年 Bohnerwachs / Alphabasic) (Acidwolf名義)
- Réunion (2005年 Sublight)
- Flexing Habitual (2006年 Sublight)
- Welcome to Chicago (2007年 Alphabasic) (Human Action Network名義)
- Soundtrack to a Vacant Life (2008年 Alphabasic)
- Pale Blue Dot (2008年 Alphabasic)  (ベン・ジョーダン名義)
- Arboreal (2010年 Alphabasic)
- Love As A Dark Hallway(2011年 Alphabasic)
- Opus At The End Of Everything(2012年 Alphabasic)

### EPなど
- 2 Remixes for Bogdan Raczynski (w/Nautilis) (2001年 Rephlex)
- Drain Mode = ON (2001年 Suburban Trash)
- Lawn Funeral EP (2004年 Alphabasic)
- Binedump EP (2005年 Suburban Trash / Bonnerwachs)
- That Missing Week EP (2007年 Alphabasic)
- Louisiana Mourning (2009年 Alphabasic) (ベン・ジョーダン名義)
- A Raw Understanding (2010年 Alphabasic)